# 발키리의 전설
《발키리의 전설》(ワルキューレの伝説, Valkyrie no Densetsu)은 남코가 1989년 일본에서만 발매한 플랫폼 슈팅 아케이드 게임이다. 1986년 패밀리 컴퓨터로 발매했던 《발키리의 모험: 시간의 열쇠 전설》의 후속작으로, 남코 시스템 2 기판으로 가동됐다. 1990년 PC 엔진으로 이식된 버전이 출시됐고, 1995년에는 플레이스테이션으로 나온 아케이드 게임 합본판 남코 뮤지엄 볼륨 5에 포함돼 일본 외 지역에도 최초로 소개됐다.

## 후속
발키리의 전설의 주인공 발키리는 게임의 인기에 힘입어 이후 남코의 게임들에서 꾸준히 모습을 보였다. 1993년에는 팅클 핏에서 카메오 출연했고, 또한 남코의 테일즈 오브 시리즈에선 1995년에 발매된 첫작품 테일즈 오브 판타지아부터 출연했다.
2005년 크로스오버 작품 남코 X 캡콤에서도 등장했으며, 그 후속작인 프로젝트 크로스 존에서도 1, 2편 모두 주연 자리를 꿰찼다. 해당 작품들에선 이노우에 키쿠코가 성우를 맡았다.

## 평가
| 평론 점수     | 평론 점수 |
| 평론사        | 점수      |
| ------------- | --------- |
| 패미츠        | 27/40     |
| Jeuxvideo.com | 14/20     |
| ASM           | 7/12      |
| Power Play    | 47/100    |
| PC Engine FAN | 24/30     |

| 수상   | 수상                                                          |
| 평론사 | 수상                                                          |
| ------ | ------------------------------------------------------------- |
| Gamest | The Best Game 1st Player Popularity 7th Best Action Award 2nd |